# János Tischler
János Tischler (ur. 1967 w Budapeszcie) – węgierski historyk.

## Życiorys
Absolwent historii i polonistyki Uniwersytetu im. Eötvösa Loránda w Budapeszcie. W 2000 uzyskał stopień doktora za pracę (summa cum laude) o stosunkach polsko-węgierskich podczas wydarzeń latach w 1956 i 1980–1981, wydaną rok później w Polsce pt. „I do szabli...” z przedmową Andrzeja Paczkowskiego.
W latach 1991–1998 oraz 2001–2010 pracował jako starszy pracownik naukowy „Instytutu 1956 roku” (1956-os Intézet) w Budapeszcie, w latach 1998–2001 był wicedyrektorem, a od 2011 jest dyrektorem Węgierskiego Instytutu Kultury w Warszawie.
Autor ponad 500 publikacji wydawanych po węgiersku, polsku, niemiecku, angielsku, słowacku i ukraińsku.
Odznaczony m.in. węgierskimi Medalem Pamiątkowym Imre Nagya (1999) i Medalem Pamiątkowym Bohater Wolności (2006), polskimi Krzyżem Kawalerskim i Oficerskim Orderu Zasługi Rzeczypospolitej Polskiej (2001 i 2016) oraz Medalem „Pro Patria” (2013). Otrzymał też Medal Pamiątkowy „Pro Masovia” (2015).